# Swarzędz-Dwór
Swarzędz-Dwór – dawna miejscowość, od 1934 w granicach miasta Swarzędza, nad Jeziorem Swarzędzkim, na północ od swarzędzkej starówki.
Swarzędz-Dwór to dawny majątek (Gut), zakupiony w 1852 roku przez Carla Gustawa Adolfa Hoffmeyera, o odrębnej historii względem położonego na wschód miasta Swarzędza. W II Rzeczypospolitej stanowił obszar dworski w powiecie poznańskim wschodnim (od 1925 poznańskim), liczący w 1921 roku 103 mieszkańców. 1 czerwca 1934 Swarzędz-Dwór włączono do Swarzędza.